# Cyber Special Unit Win Mirage ZWEI - Green Smile
Cyber Special Unit Win Mirage ZWEI - Green Smile (電脳特捜隊ウィンミラージュＺＷＥＩ ～緑の微笑み～) es una película japonesa, del 27 de abril de 2007, producida por Zen Pictures. Es una película del género tokusatsu, de acción y aventuras, con artes marciales, dirigido por Naoki Otsuka. Emi Hirai y Yuri Sawamura son las protagonistas, que interpretan a las heroínas Hikaru y Haruka de la unidad Win Mirage.
El idioma es en japonés, pero también está disponible con subtítulos en inglés, en DVD o descargable por internet.

## Argumento
Stinger trata de vengarse por la muerte del "Estrangulador" de la anterior parte (Red Rage). Para ello, está tramando un despiadado plan para acabar con la unidad "Win Mirage". Stinger ataca a Hikaru y Haruka con una picadura venenosa. Haruka es seriamente dañada por la picadura de Stinger, y sólo él posee el antídoto.

## Saga de Unit Win Mirage
1. Special Unit Beauty: Win Mirage 1 (2005)
2. Special Unit Beauty: Win Mirage 2 (2005)
3. Special Unit Beauty: Win Mirage 3 (2005)
4. Cyber Special Unit Win Mirage ZWEI - Red Rage (2007)
5. Cyber Special Unit Win Mirage ZWEI - Green Smile (2007)